# Amiralsflagga
Amiralsflagga är befälstecken för amiral, som förs på fartyg varifrån flaggmannen utövar sitt befäl. Amiralsflagga började användas i örlogsflottorna under 1600-talet, då befälhavarna för centern, avant- och arriärgardet i samma flotta förde olika enfärgade flaggor för att utmärka, på vilket fartyg de befann sig. I svenska flottan föres som amiralsflagga en liten örlogsflagga med silverstjärnor.

## Danmark

Flagga för Amiral.
Flagga för Viceamiral.
Flagga för Konteramiral.
Flagga för Flottiljamiral.

## Frankrike

Flagga för Amiral.
Flagga för Vice-Amiral d'Escadre. motsvarar Viceamiral.
Flagga för Vice-Amiral, motsvarar Konteramiral.
Flagga för Contre-Amiral, motsvarar Flottiljamiral.

## Lettland

Flagga för Viceamiral.
Flagga för Konteramiral.
Flagga för Flottiljamiral.

## Portugal

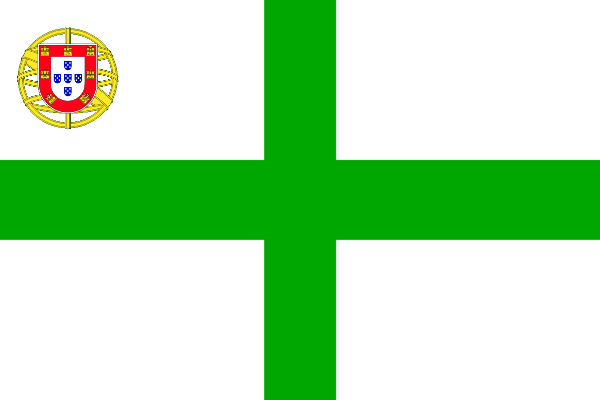
Flagga för Storamiral.
Flagga för Amiral.
Flagga för Viceamiral.
Flagga för Konteramiral.

## Sverige
En svensk amiralsflagga har utseendet som en örlogsflagga, kompletterad med en till fyra stjärnor i det övre vänstra blå fältet. Antalet stjärnor anger tjänstegraden på den amiral som för befälstecknet.
I den svenska försvarsmakten finns följande amiralsgrader:
- Amiral (fyra stjärnor)
- Viceamiral (tre stjärnor)
- Konteramiral (två stjärnor)
- Flottiljamiral (en stjärna)

Amiralsflaggans utseende har givit upphov till att amiral även benämns flaggman.

Amiralsflagga
Viceamiralsflagga
Konteramiralsflagga
Flottiljamiralsflagga